# Code Noir

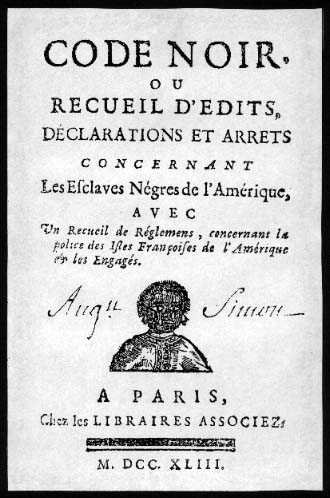
Code Noir: ou Recueil d’edits, déclarations et arrets concernant les Esclaves Nègres de l’Amérique … / Code Noir: oder Sammlung von Edikten, Erlassen und Verfügungen, die Negersklaven in Amerika betreffend … (Ausgabe Paris 1743)

Der Code Noir (Code: französisch für Gesetzbuch, noir: französisch für schwarz) ist ein Dekret, das Frankreichs König Ludwig XIV. 1685 zur Regelung des Umgangs mit den schwarzen Sklaven erließ und welches bis 1848 in Kraft war. 

## Hintergrund
Bevor die einzelnen Artikel das Los der Schwarzen geregelt hatten, wurde einleitend bestimmt, dass alle Juden die französischen Kolonien zu verlassen haben. Dies wurde aber aufgrund ihrer dortigen Unentbehrlichkeit 1688 wieder zurückgenommen. Mit Ausnahme der römisch-katholischen durfte keine andere Religion ausgeübt werden. Dieses Gesetz bezog sich de facto nur auf die Sklaven, da neben Juden auch auf Protestanten als Sklavenhalter nicht verzichtet werden konnte. Sodann ging es um die Einschränkung der Aktivitäten freier Schwarzer und die Festlegung der Bedingungen für die Sklaverei der Schwarzen, die über den atlantischen Dreieckshandel ins französische Kolonialreich u. a. auf die Inseln der Karibik gelangten. Schwarze stellten dort die Mehrheit der Bevölkerung.
Der Code Noir ist eines der vielen Gesetze, die auf Jean-Baptiste Colbert zurückgehen. Dabei handelt es sich um die eine Sammlung, Vereinheitlichung und Rationalisierung bereits bestehender Gebräuche der Plantagenbesitzer in der Karibik, die bereits ab 1635 Schwarzafrikaner auf die Antillen verschleppten und ohne jegliche rechtliche Regelungen nutzten, um den industriemäßigen Anbau von Zuckerrohr zu ermöglichen. Der Gesetzgebungsprozess wurde mit der Konsultation von Charles de Courbon, Statthalter der Karibik (Gouverneur générale des iles d’Amérique), und des Intendanten Jean-Baptiste Patoulet 1681 lanciert, die beauftragt wurden, lokale Jurisprudenz zu sammeln und die Meinung der Mitglieder der Conseils souverains (Inselparlamente) von Martinique, Guadeloupe und Saint-Christophe (St. Kitts und Nevis) einzuholen. Colbert starb im September 1683, nachdem ein erster Entwurf mit weitgehend endgültigem Text im Februar 1683 vorgestellt worden war; erst 2 Jahre später wurde der Gesetzestext von Ludwig XIV. verabschiedet. Die Gültigkeit wurde später mit einigen wenigen Änderungen auf Saint-Domingue (Haiti), Louisiana, Guyane sowie auf die Kolonien im Indischen Ozean, Île de France (Mauritius) und Île Bourbon (La Réunion), ausgeweitet.

## Inhalt
Das Gesetz besteht aus 60 Artikeln. Unter anderem wurde 1685 festgelegt:
- Juden dürfen nicht in den französischen Kolonien wohnen.
- Sklaven müssen römisch-katholisch getauft sein.
- Jede Religion, außer der römisch-katholischen, wird verboten.
- Sklavenhalter müssen römisch-katholisch sein.
- Nichtkatholische Untertanen dürfen sich nicht in die Religionsausübung katholischer Untertanen einmischen.
- Alle Untertanen und Sklaven müssen die katholischen Feiertage einhalten.
- An katholischen Feiertagen dürfen keine Sklavenmärkte abgehalten werden.
- Nur katholische Trauungen werden anerkannt.
- Verheiratete freie Männer, die ein Kind mit einer Sklavin haben, werden mit einem Bußgeld von 2000 Pfund Zucker belegt, ebenso der Besitzer der Sklavin. Wenn der Mann selbst Besitzer der Sklavin ist, werden ihm Sklavin und Kind weggenommen. Wenn der Mann nicht verheiratet ist, soll er die Sklavin heiraten und so Sklavin und Kind von der Sklaverei befreien.
- Trauungen unter den Sklaven dürfen nur mit Erlaubnis der Besitzer stattfinden. Sklaven werden nur mit ihrer eigenen Zustimmung verheiratet.
- Kinder von verheirateten Sklaven sind ebenfalls Sklaven, sie gehören dem Herrn der Mutter.
- Kinder von einem männlichen Sklaven und einer freien Frau sind frei.
- Sklaven dürfen keine Waffen tragen, außer mit Erlaubnis ihres Herrn bei der Jagd.
- Sklaven, die verschiedenen Herren gehören, dürfen sich zu keiner Zeit und unter keinen Umständen versammeln.
- Sklaven dürfen kein Zuckerrohr verkaufen, auch nicht mit Erlaubnis ihres Herrn.
- Andere Waren dürfen sie nur mit Erlaubnis ihres Herrn verkaufen.
- Um kranke Sklaven muss sich der Besitzer kümmern. Besitzer, die das nicht tun, werden mit einem Bußgeld belegt.
- Sklaven dürfen vor Gericht nicht als Partei auftreten.
- Ein Sklave, der seinen Herrn, dessen Frau oder Kinder schlägt, wird hingerichtet.
- Entflohenen Sklaven, die länger als einen Monat verschwunden waren, werden die Ohren abgeschnitten und sie werden gebrandmarkt. Beim zweiten Mal wird ihre Achillessehne durchschnitten und sie werden wieder gebrandmarkt. Beim dritten Mal werden sie hingerichtet.
- Herren von freigelassenen Sklaven, die Flüchtlingen Unterschlupf gewähren, werden mit einem Bußgeld belegt.
- Ein Herr, der einen Sklaven fälschlich eines Verbrechens beschuldigt, wird mit einem Bußgeld belegt.
- Herren dürfen Sklaven in Ketten legen und schlagen, aber sie dürfen sie nicht foltern.
- Herren, die einen Sklaven töten, werden bestraft.
- Sklaven können nicht verpfändet werden, beim Tod eines Herrn werden sie gleichmäßig auf die Erben verteilt.
- Sklaven-Ehepaare und ihre vorpubertären Kinder dürfen nicht separat verkauft werden.
- Sklavenhalter, die mindestens 20 Jahre alt sind (25 Jahre ohne Erlaubnis ihrer Eltern) können ihre Sklaven freilassen.
- Freigelassene Sklaven sind französische Untertanen, egal wo sie geboren wurden.
- Freigelassene Sklaven haben dieselben Rechte wie die französischen Untertanen in den Kolonien.

## Gültigkeit des Code Noir
Die katholische Religion als Regel galt ausschließlich für die Sklaven. Denn wie die Archive und Literatur zeigen, gab es zahlreiche Juden und Protestanten auf den französischen Inseln, und die einen wie die anderen waren in den Sklavenhandel und die Sklavenhaltung verstrickt, so dass entsprechend flexibel mit dem Gebot des Katholizismus als einzig erlaubter Religion verfahren wurde.
 Mit der Französischen Revolution hätte eine Änderung anstehen können: Am 4. Februar 1794 wurde per Dekret die Abschaffung der Sklaverei in allen französischen Kolonien beschlossen. Das Dekret wurde jedoch nie umgesetzt und angewendet. Unter Napoleon, der auch verantwortlich für den Umgang mit Toussaint Louverture und die erneute blutige Unterwerfung von Saint-Domingue unter Charles Victoire Emmanuel Leclerc war, wurden 1802 die Abschaffungsdekrete wieder aufgehoben und 1805 die weitere Anwendung des Code Noir ausdrücklich bestätigt, so dass er bis zur Abschaffung der Sklaverei in den französischen Kolonien im Jahre 1848 insgesamt 163 Jahre lang gegolten hat.
Mit dem Code de l’indigénat wurden den Bewohnern der französischen Kolonien bis nach dem Zweiten Weltkrieg weiterhin elementare Rechte vorenthalten.

## Einordnung
Louis Sala-Molins, Professor für politische Philosophie an der Sorbonne (1966 bis 2000), der zum ersten Mal 1987 in der Vorbereitung der Feiern zum zweihundertsten Jahrestag des Beginns der Französischen Revolution auf die Existenz des der Vergessenheit anheimgefallenen Code Noir aufmerksam machte, hebt hervor, dass im Zeitalter der Aufklärung niemand – weder Montesquieu, Diderot, Rousseau, Voltaire noch Condorcet – zur unmittelbaren Aufhebung des Code Noir aufgefordert habe.
Das Gesetz ist nach seinem Kommentar „der monströseste juristische Text der Moderne“.
Die Folgen und die Bedeutung des Code Noirs für die versklavten Menschen wurden bereits 1938 von C. L. R. James im Werk Die schwarzen Jakobiner. Toussaint Louverture und die Haitianische Revolution eindrücklich an der Kolonialgeschichte Haitis dargelegt.